# Paynomys macronyx
Paynomys macronyx és una espècie de mamífer rosegador de la família dels cricètids. Viu a l'Argentina i Xile. Els seus hàbitats naturals són les fagedes i les estepes ecotonal occidentals de Patagònia. És una espècie en risc mínim, és a dir, no sembla que hi hagi cap amenaça significativa per a la seva supervivència. El seu nom específic, macronyx, significa ‘urpa llarga’ en llatí.